# DiEversity
DiEversity je čtvrté album od finské gothic-alternative metalové kapely Entwine.

## Seznam skladeb
1. „2|4|943“ – 0:05
2. „Bitter Sweet“ – 2:41
3. „Someone to Blame“ – 3:12
4. „Bleeding For the Cure“ – 3:12
5. „Still Remains“ – 3:54
6. „Frozen By the Sun“ – 3:13
7. „Six Feet Down Below“ – 3:43
8. „Refill My Soul“ – 4:23
9. „Everything For You“ – 6:06
10. „Nothing's Forever“ – 4:12
11. „Lost Within“ – 8:23